# The Golden Gift

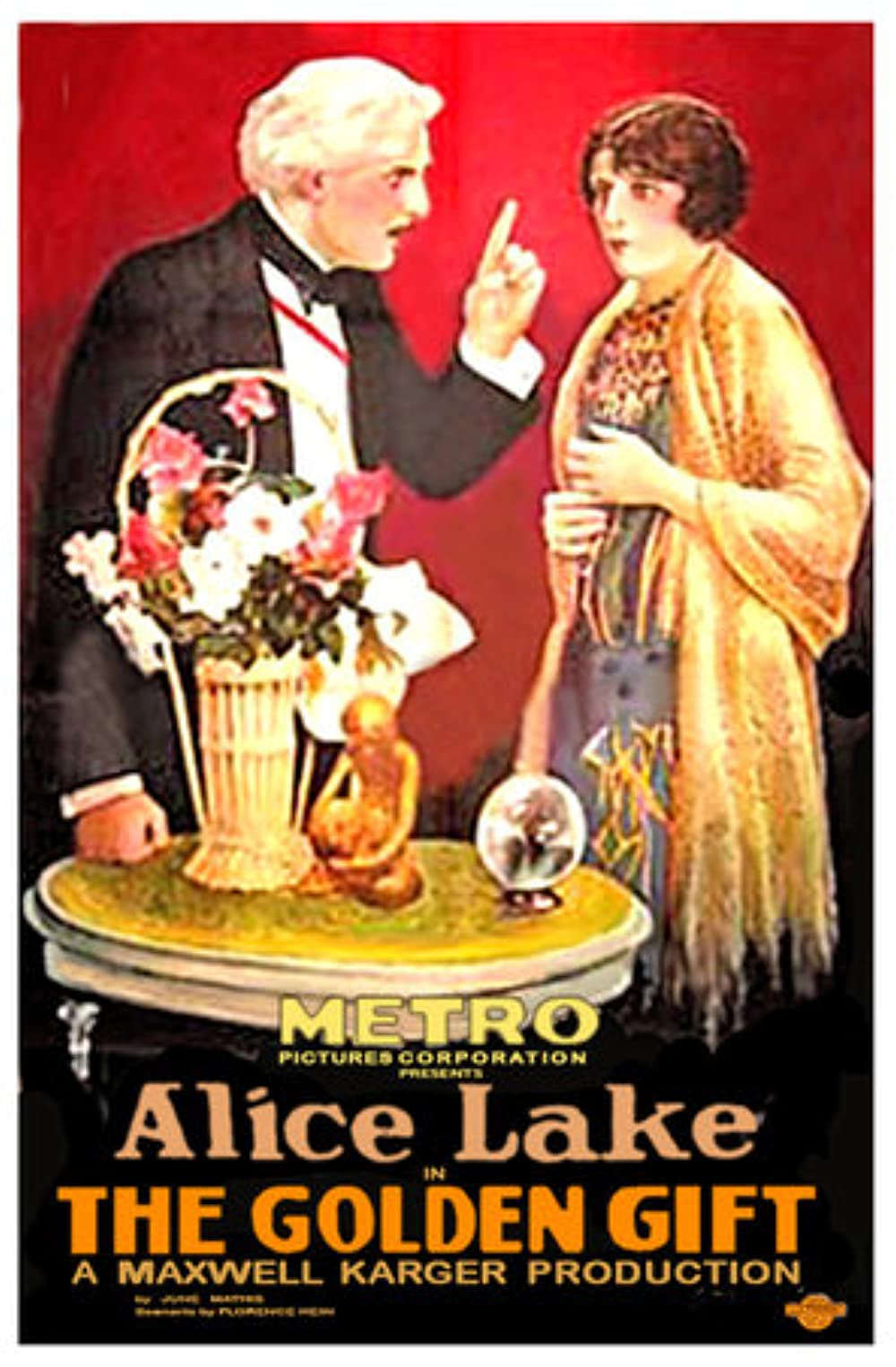
Affiche du film.

The Golden Gift est un film américain réalisé par Maxwell Karger et sorti en 1922.

## Synopsis
Nita Gordon, danseuse dans un café mexicain près de la frontière, se lie d'amitié avec un Italien qui s'intéresse à elle. Elle a été abandonnée par son mari et laisse son bébé dans une mission où il est adopté par une famille aisée. Cinq ans plus tard à New York, après avoir trouvé le succès, elle rencontre le riche mécène de l'opéra James Llewelyn et tombe amoureuse de lui. Il apprend que Nita est la mère de l'enfant qu'il avait adopté grâce à une photographie qu'elle lui donne. Nita admet la vérité et est heureuse de retrouver son enfant.

## Fiche technique
- Réalisation : Maxwell Karger
- Scénario : Florence Hein (en) d'après The Gift de Henry B. Harris
- Production : Metro Pictures
- Photographie : John W. Boyle
- Durée : 5 bobines
- Date de sortie : 6 février 1922

## Distribution

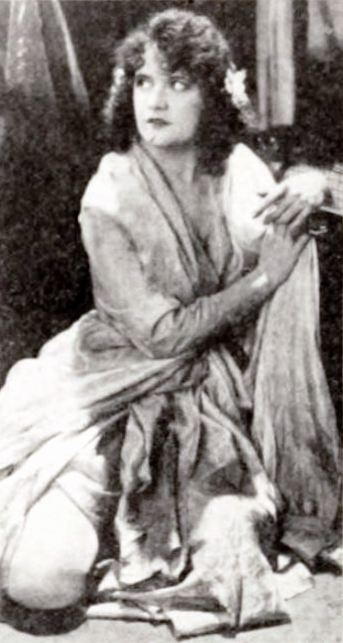
Alice Lake dans une scène du film.

- Alice Lake : Nita Gordon
- John Bowers : James Llewelyn
- Harriet Hammond : Edith Llewelyn
- Josef Swickard : Leonati
- Bridgetta Clark : Rosana
- Louis Dumar : Malcolm Thorne
- Geoffrey Webb : Stephen Brand
- Camilla Clark : Joy Llewelyn